# Prunelli-di-Fiumorbo
Prunelli-di-Fiumorbo é uma comuna francesa na região administrativa de Córsega, no departamento da Alta Córsega. Estende-se por uma área de 37,41 km². 